# Batalha de Samarra (363)
A Batalha de Samarra ocorreu em junho de 363, durante a invasão do Império Sassânida pelo imperador Juliano (r. 361–363). Depois de marchar com seu exército até os portões de Ctesifonte e não conseguir tomar a cidade, Juliano, percebendo que seu exército estava com poucas provisões e em território inimigo, começou a marchar em direção a Samarra, onde logo lutaria com tropas inimigas.
A batalha começou como um ataque sassânida à retaguarda romana, mas evoluiu para uma grande batalha. Juliano foi ferido durante a batalha e mais tarde morreu sem escolher um sucessor. Após sua morte, os romanos elegeram Joviano (r. 363–364) como imperador. Preso nas profundezas do território sassânida e sofrendo com a falta de suprimentos, Joviano foi forçado a aceitar os termos de paz.

## Antecedentes
Juliano invadiu o Império Sassânida com uma força de 95 000 homens, na esperança de assegurar a fronteira oriental e tirar o xá Sapor II (r. 309–379) do trono em favor de seu irmão Hormisda. Dividiu suas tropas em duas: a primeira sob seu primo Procópio e totalizando 30 000 homens, que marcharam para o norte da Mesopotâmia, e a outra consistia em 65 000 homens sob sua própria liderança. Juliano primeiro obteve uma vitória tática fora de Ctesifonte, mas seu exército estava muito distraído com a pilhagem para tomar a cidade. Juliano queimou a frota que trouxera rio abaixo a Ctesifonte, e boa parte da bagagem, deixando apenas um suprimento para três semanas. Ele então dirigiu sua marcha para o interior até o coração dos domínios de Sapor, na esperança de forçar uma batalha.

## Batalha
Em junho

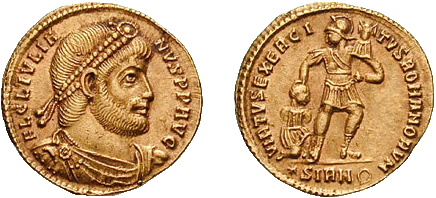
Soldo de Juliano

, Juliano, percebendo que estava preso em território persa, começou a marchar com seu exército em direção a Samarra. O exército romano estava sob constante ataque e Juliano foi informado de que os sassânidas estavam assediando a retaguarda. Ele cavalgou de volta, sem esperar para vestir sua armadura, e quando chegou na retaguarda foi informado que o flanco esquerdo estava sob ataque de cavalaria reforçado por elefantes.
Cavalgando ao flanco esquerdo, reuniu as tropas romanas em retirada. Os persas, vendo os romanos se reagrupando, começaram a recuar. Encorajado por isso, Juliano chamou as suas tropas para segui-lo, e investiu contra os sassânidas em fuga. A essa altura, os seus guarda-costas, que estavam separados de Juliano, pediram que recuasse. Neste ponto, ele foi atingido na lateral por uma lança e caiu de seu cavalo. Seus guarda-costas o cercaram, carregaram-no de volta e o exército rapidamente montou acampamento.[a] O imperador morreria devido ao ferimento à meia-noite. Segundo Dignas e Winter, os romanos venceram a batalha, enquanto Touraj Daryaee afirma que foram os persas.

## Rescaldo

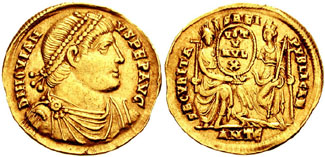
Soldo de Joviano r.

Juliano se absteve de nomear o sucessor, e os comandantes se reuniram ao amanhecer à eleição. A honra foi oferecida a Salúcio, que recusou. A escolha então recaiu espontaneamente sobre Joviano (r. 363–364), o comandante da guarda doméstica de Juliano, cujo pai fora general no mesmo serviço. Ele retomou a retirada ao longo da margem leste do Tigre, continuamente perseguido pelos sassânidas. Depois de mais quatro dias de luta, o exército desmoralizado finalmente parou em Dura, onde tentou construir uma ponte para cruzar o rio, mas não conseguiu, e foi cercado por todos os lados pelo exército sassânida. Joviano viu claramente que a situação agora era desesperadora. Inesperadamente, os emissários de Sapor chegaram a seu acampamento trazendo ofertas de paz, e ele, que durante a parada havia exaurido suas provisões, agarrou-se ansiosamente a qualquer local para libertar o exército de sua terrível situação. Assim, foi forçado a aceitar termos humilhantes de Sapor, a fim de salvar seu exército e a si da destruição completa.